# Бомбейський страйк 1908
Бомбе́йський страйк 1908 — перший політичний страйк індійського пролетаріату. Відбувся 23—28 липня 1908 у м. Бомбеї на знак протесту проти засудження англійським судом до 6 років каторги індійського демократа Тілака. Виступ робітників знайшов підтримку серед різних верств трудящого населення Бомбея та інших міст Індії. Демонстрації страйкарів супроводились сутичками з поліцією та військами. Б. с, спрямований проти англійського панування в Індії. Історичне значення Бомбейського страйку полягало у виході індійського пролетаріату на арену самостійної політичої боротьби.